# Breddorf
Breddorf település Németországban, azon belül Alsó-Szászország tartományban. Lakosainak száma 1050 fő (2023. december 31.).

## Népesség
A település népességének változása:
| Lakosok száma | 1096 | 1067 | 1061 | 1011 | 1037 | 1051 | 1050 |
|               | 2014 | 2016 | 2017 | 2019 | 2021 | 2022 | 2023 |